# Vaux-lès-Rubigny
Vaux-lès-Rubigny és un municipi francès situat al departament de les Ardenes i a la regió del Gran Est. L'any 2007 tenia 49 habitants.

## Demografia

### Població
El 2007 la població de fet de Vaux-lès-Rubigny era de 49 persones. Hi havia 20 famílies de les quals 8 eren unipersonals (4 homes vivint sols i 4 dones vivint soles), 4 parelles sense fills i 8 parelles amb fills.
La població ha evolucionat segons el següent gràfic:
Habitants censats

### Habitatges
El 2007 hi havia 33 habitatges, 22 eren l'habitatge principal de la família, 7 eren segones residències i 4 estaven desocupats. Tots els 33 habitatges eren cases. Dels 22 habitatges principals, 20 estaven ocupats pels seus propietaris i 2 estaven llogats i ocupats pels llogaters; 1 tenia dues cambres, 2 en tenien tres, 5 en tenien quatre i 14 en tenien cinc o més. 19 habitatges disposaven pel capbaix d'una plaça de pàrquing. A 13 habitatges hi havia un automòbil i a 7 n'hi havia dos o més.

### Piràmide de població
La piràmide de població per edats i sexe el 2009 era:
| Homes | Edats   | Dones |
| ----- | ------- | ----- |
| 0     | 95 o +  | 0     |
| 0     | 90 a 94 | 0     |
| 0     | 85 a 89 | 4     |
| 0     | 80 a 84 | 0     |
| 0     | 75 a 79 | 0     |
| 0     | 70 a 74 | 0     |
| 4     | 65 a 69 | 0     |
| 0     | 60 a 64 | 4     |
| 0     | 55 a 59 | 4     |
| 8     | 50 a 54 | 0     |
| 4     | 45 a 49 | 4     |
| 0     | 40 a 44 | 0     |
| 4     | 35 a 39 | 0     |
| 0     | 30 a 34 | 0     |
| 0     | 25 a 29 | 4     |
| 0     | 20 a 24 | 0     |
| 0     | 15 a 19 | 0     |
| 0     | 10 a 14 | 0     |
| 0     | 5 a 9   | 0     |
| 0     | 0 a 4   | 4     |

## Economia
El 2007 la població en edat de treballar era de 28 persones, 21 eren actives i 7 eren inactives. De les 21 persones actives 18 estaven ocupades (10 homes i 8 dones) i 3 estaven aturades (2 homes i 1 dona). De les 7 persones inactives 4 estaven jubilades, 1 estava estudiant i 2 estaven classificades com a «altres inactius».
Activitats econòmiques
L'únic establiment que hi havia el 2007 era d'una empresa de construcció.
L'únic servei als particulars que hi havia el 2009 era un guixaire pintor.
L'any 2000 a Vaux-lès-Rubigny hi havia 5 explotacions agrícoles que ocupaven un total de 525 hectàrees.

## Poblacions més properes
El següent diagrama mostra les poblacions més properes.